# Prrenjas
Prrenjas ([prɛɲas]; bepaalde vorm: Prrenjasi; ook gespeld als Përrenjas, bepaald Përrenjasi) is een stad (bashki) in Oost-Albanië. De stad telt 25.000 inwoners (2011) en ligt in de prefectuur Elbasan.
Prrenjas ligt nabij de grens met Noord-Macedonië, net westelijk van de bergpas Qafë Thanë. De pas maakt zowel het verdere vervoer tot de eigenlijke Macedonische grens mogelijk, iets noordelijker, als het bereiken van heel Zuidoost-Albanië, waaronder Pogradec aan het Meer van Ohrid en verderop prefectuurshoofdstad Korçë. In beide richtingen volgt de weg aanvankelijk de oevers van het meer.

## Geschiedenis
De Romeinse weg Via Egnatia, een belangrijke verbinding tussen de havens aan de oostrand van de Adriatische Zee en het toenmalige Constantinopel, liep al over de huidige Qafë Thanë. Ook de Ottomaanse invallers gebruikten de route alvorens in het jaar 1444 voor de eerste maal door Skanderbeg te worden verslagen.
In de late jaren 1960 en het begin van de jaren 1970 werd in Prrenjas begonnen met mijnbouw, die voornamelijk de staalindustrie in Elbasan bevoorraadde. De stad zelf werd in 1953 gesticht voor de inwoners van het noordwestelijker gelegen mijndorp Pishkash (tegenwoordig in de deelgemeente Qukës), en nam aanvankelijk de naam van dat plaatsje over. Zowel in open groeven als ondergronds werd op circa een halve kilometer van het stadscentrum ijzer en nikkel gewonnen, die gedeeltelijk ook ter plaatse werd verwerkt. Sinds het einde van de jaren 1990 zijn de mijnbouwactiviteiten grotendeels opgeheven, maar in samenwerking met een Italiaans bedrijf zou in Prrenjas nog chroom worden ontgonnen.

## Geografie
Prrenjas ligt op bijna 550 meter hoogte in een kleine vlakte, de Fusha e Domosdovës, en wordt omgeven door bergen die een hoogte van meer dan 1000 meter bereiken. De vlakte is een doline, die wordt ontwaterd door het in westelijke richting werkende systeem van de rivier de Shkumbin.

### Bestuurlijke indeling
Administratieve componenten (njësitë administrative përbërëse) na de gemeentelijke herinrichting van 2015 (inwoners tijdens de census 2011 tussen haakjes):
Prrenjas (5847) • Qukës (8211) • Rrajcë (8421) • Stravaj (2427).
De stad wordt verder ingedeeld in 26 plaatsen: Bardhaj, Bërzeshtë, Dritaj, Fanjë, Farret, Gurrë, Karkavec, Katjel, Kotodesh, Mënik, Pishkash Veri, Pishkash, Prrenjas, Prrenjas-Fshat, Qukës Shkumbin, Qukës Skënderbej, Rrajcë, Rrashtan, Shqiponjë, Skënderbej, Skroskë, Sopot, Stranik, Stravaj, Sutaj, Urakë.

## Bevolking
In de volkstelling van 2011 telde de (voormalige) gemeente Prrenjas 5.847 inwoners, een daling vergeleken met 6.614 inwoners op 1 april 2001. De bevolking bestaat hoofdzakelijk uit etnische Albanezen (90,46 procent), gevolgd door kleinere aantallen Aroemenen, Macedoniërs en Grieken.
Van de 24.906 inwoners waren er 5.833 tussen de 0 en 14 jaar oud, 16.770 inwoners waren tussen de 15 en 64 jaar oud en 2.303 inwoners waren 65 jaar of ouder. De bestuurseenheid Prrenjas telde 5.847 inwoners, waarvan 1.384 tussen de 0 en 14 jaar, 3.994 tussen de 15 en 64 jaar en 469 inwoners van 65 jaar of ouder.

#### Religie
De islam is de grootste religie in Prrenjas en de nabijgelegen bestuurseenheden.
| Religieuze samenstelling in de plaats (bashki) Prrenjas | Religieuze samenstelling in de plaats (bashki) Prrenjas | Religieuze samenstelling in de plaats (bashki) Prrenjas | Religieuze samenstelling in de plaats (bashki) Prrenjas | Religieuze samenstelling in de plaats (bashki) Prrenjas | Religieuze samenstelling in de plaats (bashki) Prrenjas |
| Deelgemeente                                            | Aantal inwoners (census 2011)                           | Islam (%)                                               | Katholieke Kerk in Albanië (%)                          | Albanees-Orthodoxe Kerk (%)                             | Bektashi (%)                                            |
| ------------------------------------------------------- | ------------------------------------------------------- | ------------------------------------------------------- | ------------------------------------------------------- | ------------------------------------------------------- | ------------------------------------------------------- |
| Rrajcë                                                  | 8.421                                                   | 85,95                                                   | 0,32                                                    | 0,12                                                    | -                                                       |
| Qukës                                                   | 8.211                                                   | 71,91                                                   | -                                                       | 0,08                                                    | 0,02                                                    |
| Prrenjas                                                | 5.847                                                   | 72,50                                                   | 0,41                                                    | 1,69                                                    | 0,97                                                    |
| Stravaj                                                 | 2.427                                                   | 82,65                                                   | 1,40                                                    | 0,33                                                    | 0,08                                                    |
| Prrenjas                                                | 24.906                                                  | 77,84                                                   | 0,34                                                    | 0,49                                                    | 0,24                                                    |

## Economie en voorzieningen
De Fusha e Domosdovës is een vruchtbaar gebied, en met een bebouwde oppervlakte van meer dan 550 hectare is de landbouw een belangrijke werkgever in de regio. Prrenjas beschikt over een klein ziekenhuis en huisvest een aantal onderwijsinstellingen, waaronder een middelbare school met ongeveer 400 leerlingen.

## Vervoer

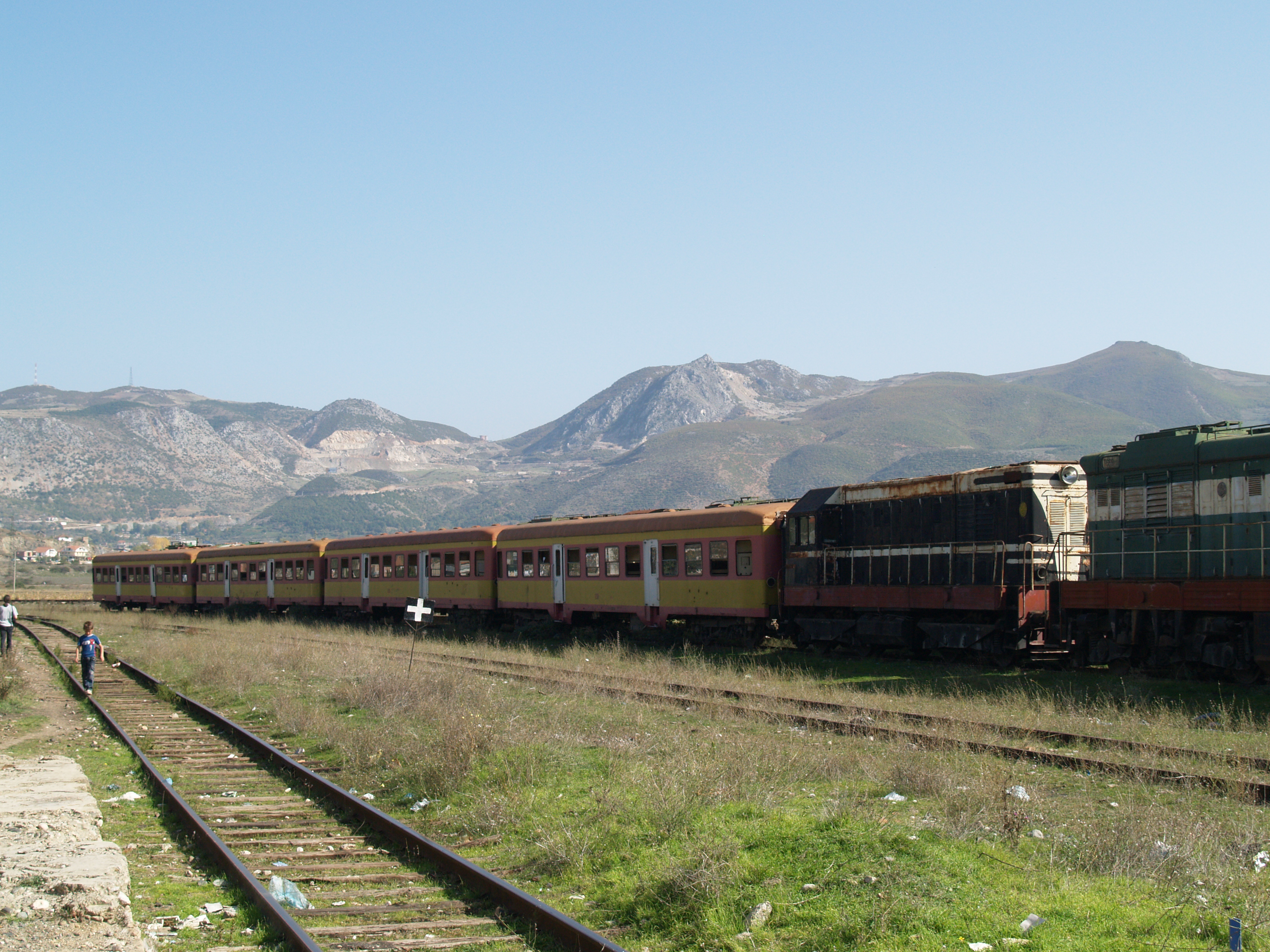
Oude trein in het station van Prrenjas toen dat nog werd gebruikt voor passagiersverkeer

Over Qafë Thanë loopt heden de nationale weg SH3, die Elbasan met Pogradec verbindt. Deze belangrijke verbinding werd de laatste jaren goed uitgebouwd, in haar hoedanigheid van Paneuropese Verkeerscorridor VIII deels ook met Europese hulp. Het korte traject van 3,2 kilometer tussen Qafë Thanë en de Macedonische grens vormt de nationale weg SH9.
Van 1974 tot 2012 liep een spoorlijn van de Hekurudha Shqiptare uit noordwestelijke richting (Librazhd, Elbasan en Durrës) naar Prrenjas, in 1979 werd de lijn verlengd tot in Pogradec. Sinds 2012 is Librazhd het eindstation van de lijn; het traject Librazhd-Pogradec wordt echter wel nog voor vrachtvervoer gebruikt.

## Sport
Voetbalclub KF Domosdova, voluit Klubi Futbollit Domosdova Përrenjas, komt uit in de Kategoria e Dytë, Albaniës derde nationale klasse. Het Stadiumi Domosdova, waar het team zijn thuiswedstrijden speelt, heeft een capaciteit van duizend toeschouwers. De vereniging werd opgericht in 1923.
Belsh · Berat · Bulqizë · Cërrik · Delvinë · Devoll · Dibër · Dimal · Divjakë · Dropull · Durrës · Elbasan · Fier · Finiq · Fushë-Arrëz · Gjirokastër · Gramsh · Has · Himarë · Kamëz · Kavajë · Këlcyrë · Klos · Kolonjë · Konispol · Korçë · Krujë · Kuçovë  · Kukës · Kurbin · Lezhë · Libohovë · Librazhd · Lushnjë · Malësi e Madhe · Maliq · Mallakastër · Mat · Memaliaj · Mirditë · Patos · Peqin  · Përmet · Pogradec · Poliçan · Prrenjas · Pukë · Pustec · Roskovec · Rrogozhinë · Sarandë · Selenicë · Shijak · Shkodër · Skrapar · Tepelenë · Tirana · Tropojë · Vau i Dejës · Vlorë · Vorë

Deelgemeenten · Gemeenten · Prefecturen